# Bougainvillea spinosa
Bougainvillea spinosa es una planta fanerógama de la familia Nyctaginaceae. Es endémica de Bolivia y Perú. 

## Taxonomía
Bougainvillea spinosa fue descrita por (Cav.) Heimerl y publicado en Die Natürlichen Pflanzenfamilien 3(1b): 27. 1889.
Etimología
Bougainvillea: nombre genérico que fue creado por Philibert Commerson (1727-1773) en honor de Louis Antoine de Bougainville (1729-1811), el marino y explorador francés que trajo por primera vez la planta a Europa desde Brasil, y de quién era el botánico que le acompañó en su expedición alrededor del mundo de 1766 a 1769. Su publicación fue obra de Antoine Laurent de Jussieu en su Genera Plantarum (Jussieu), 91, en 1789.
spinosa: epíteto latino que significa "con espinos".
Sinonimia
- Bougainvillea patagonica Decne.
- Bougainvillea spinosa var. conferta Chodat
- Bougainvillea spinosa f. eubracteata Heimerl
- Bougainvillea spinosa f. microbracteata Heimerl
- Bougainvillea spinosa f. parvifolia Heimerl
- Tricycla spinosa Cav.[4]